# Mlha (novela)
Mlha, v anglickém originále The Mist, je psychologická hororová novela světoznámého amerického autora Stephena Kinga, tzv. mistra hororu. Poprvé byla vydána v roce 1980 v hororové antologii „Dark Forces“ a o pět let později byla upravená verze The Mist  zahrnuta i do Kingovy sbírky „Skeleton Crew“. 
Příběh se odehrává v prostředí malého města Bridgton ve státu Maine ve Spojených státech amerických a hlavními postavami jsou David Drayton a jeho malý syn Billy. Městečko náhle zahalí tajemná, nadpozemská a hustá mlha. Když obyvatelé přečkávají v supermarketu, brzy zjistí, že mlha je plná smrtících stvoření. Někteří vidí jedinou naději na přežití v setrvání v supermarketu, jiní naopak inklinují k útěku. Napětí a strach se stupňují, když se postavy snaží přežít jak hrůzy venku, tak konflikty uvnitř skupin. Novela zkoumá témata strachu, lidské povahy a neznáma. 

## Děj
Dějová linka začíná silnou bouřkou, která zasáhne město Bridgton. V Bridgton bydlí rodina Draytonových, zahrnující rodiče, David a Stephanie, a jejich mladého syna Billyho. David a Billy spolu se svým sousedem Brentem Nortonem jedou do nedalekého supermarketu, aby koupili zásoby. Postupně bouřku vystřídá hustá mlha, která nemá konce a uvězní Davida, Billyho a několik dalších nakupujících uvnitř obchodu. Mezi uvězněnými se šíří panika, protože je všem jasné, že v mlze číhají nebezpečná stvoření. Někteří z uvězněných obyvatel si stojí za tím, že v bezpečí budou pouze tehdy, když zůstanou schováni v obchodě, jiní mají však názor opačný. Mezi těmi, co chtějí ze supermarketu odejít, vrátit se domů nebo zkrátka chtějí najít bezpečí jinde, jsou mimo jiné i David a Billy. V odchodu jim však brání paní Carmodyová, hluboce věřící žena, která začne události interpretovat jako boží trest. Nakonec se Davidovi, Billymu a malé skupině přeživších podaří uprchnout, úspěšně najdou Davidovo auto, projíždí mlhou a doufají, že najdou konec mlhy a tolik potřebné bezpečí. Když projíždějí mlhou, vidí zničené silnice a okolí, což mají na svědomí ona monstra číhající v mlze. Mezitím se pokoušejí opravit a naladit autorádio, aby se díky tomu mohli spojit se světem daleko za mlhou. Doufají, že uslyší dobré zprávy, porozumí tomu, co se v jejich městečku děje, ale jejich úsilí se zdá být marné. Nakonec se Davidovi podaří autorádio naladit a věří, že slyšel z radiové stanice slovo Hartford. Toto jediné slovo vrací Davidovi a jeho společníkům naději, že se z mlhy dostanou živí a dostanou se brzy do bezpečí, takže pokračují v jízdě a směřují do Hartfordu. Příběh má nejednoznačný konec a osud postav zůstává nevyřešený, čtenářům je tedy prostor k několika možným interpretacím.

## Interpretace a přijetí
Čtenáři chválí to, že kromě nezvyklého děje má kniha hloubku i co se týče charakteristiky postav a atmosféry, která příběh provází. Postavy a jejich myšlení a jednání jsou věrohodné a svou reálností snadno vtahují čtenáře do příběhu. Dobře lze také pozorovat proměňující se davové chování, změny vztahů, vznikající konflikty a další nepříjemnosti, které s sebou krize nese. Situace, které nastávají, odráží to, jak se i ve skutečnosti lidé pod návalem intenzivního stresu, strachu a tlaku chovají.
Mlha poskytuje náhled do mysli člověka a zároveň ukazuje typické chování skupiny lidí, kteří jsou si převážně cizí, a kteří se nachází v extrémní a život ohrožující situaci. King svým psaním dokáže dokonale vystihnout to, co se lidem v takových momentech odehrává v hlavě, a jak je tíseň ovlivňuje. Se stoupajícím napětím King postupně rozvíjí jak postavy, tak děj. Proměny ve vztazích a dynamice ve skupinách tvoří jádro tohoto příběhu, a proto je důležité, aby se čtenář dokázal do vykreslené situace vcítit. Čtení je intenzivní také například díky tomu, že se děj odehrává ve velmi malém prostoru, supermarketu, ve kterém se navíc pohybuje poměrně hodně lidí. Přirozeně se následně začínají tvořit skupiny, které vzájemně stojí v opozici, a také vznikají pře o to, kdo bude jejich vůdcem.
King díky takto zvolenému prostředí dokonale evokuje pocit klaustrofobie a s tím i navazující hysterii a paniku. To vše se děje postupně, stejně jako je postupná i změna počasí a objevení mlhy v městečku Bridgton. Celkově tedy děj i emoce postupně, ale jistě gradují.
V roce 2007 vydal americký scenárista Frank Darabont filmovou adaptaci tohoto Kingova díla s totožným názvem Mlha. Darabont při práci na filmu s Kingem úzce spolupracoval, a dokonce dostal povolení výrazně pozměnit konec příběhu. Přesněji řečeno, dostal povolení příběh uzavřít, protože Kingova verze jasný konec postrádala. Darabontův film, poskytující poněkud kontroverzní konec, vyvolal reakce a debaty mezi publikem a čtenáři, a také získal zpětnou vazbu od samotného Stephena Kinga.  King ocenil kreativitu Franka Darabonta a vyzdvihl schopnost filmaře vnést do příběhu nový pohled, který je stále v souladu s původní novelou a jejími postavami. 